# Madison Pettis
Madison Michelle Pettis (Arlington (Texas), 22 juli 1998) is een Amerikaans actrice en voormalig kindster.

## Levensloop
Pettis begon haar carrière in verschillende televisiereclamespotjes. Ze bezocht een theaterschool en had op 5-jarige leeftijd al haar eigen agent en website. In 2005 begon ze in enkele B-films te spelen, maar haar doorbraak kwam toen ze in 2007 de rol van presidentsdochter Sophie Martinez kreeg in de jeugdserie Cory in the House. Ook kreeg Pettis een kleine rol in de serie Hannah Montana. In 2011 kreeg ze ook de rol in Life with Boys als Allie de vriendin van de hoofdrolspeelster Tess (Torri Webster). Vanaf 2012 speelt zij de rol van Janelle in de Disney XD serie Lab Rats. Haar bioscoopdebuut vond in 2007 plaats, met een gedeelde hoofdrol met Dwayne Johnson in de familiefilm The Game Plan (2007). Pettis werd een bekend gezicht onder het publiek en kreeg al snel meerdere filmrollen. Zo maakte ze een cameo in de animatiefilm Horton Hears a Who! (2008) en verscheen ze tegenover Corbin Bleu in de film Free Style (2008). Haar volgende grote filmrol kwam aan het einde van 2008. Toen was ze tegenover Will Smith en Rosario Dawson te zien in de dramafilm Seven Pounds.

## Filmografie
| Jaar | Film                                         | Rol               |
| ---- | -------------------------------------------- | ----------------- |
| 2005 | Barney: Can You Sing That Song?              | Bridget           |
| 2006 | Barney: Let’s Make Music                     | Bridget           |
| 2007 | The Game Plan                                | Peyton Kelly      |
| 2008 | Mostly Ghostly                               | Tara Roland       |
| 2008 | Seven Pounds                                 | Connie's Daughter |
| 2008 | Free Style                                   | Bailey Bryant     |
| 2010 | The Search for Santa Paws                    | Willamina/Will    |
| 2011 | Beverly Hills Chihuahua 2                    | Lala              |
| 2012 | Beverly Hills Chihuahua 3: Viva la Fiesta!   | Lala              |
| 2014 | Mostly Ghostly: Have You Met My Ghoulfriend? | Tara Roland       |
| 2015 | Do You Believe?                              | Maggie            |
| 2020 | American Pie Presents: Girls' Rules          | Annie             |
| 2021 | He's All That                                | Alden             |
| 2022 | Margaux                                      | Hannah            |

## Televisie
| Jaar      | Programma                             | Rol                  | Extra informatie       |
| --------- | ------------------------------------- | -------------------- | ---------------------- |
| 2006      | Jericho                               | Stacy Clemons        |                        |
| 2006      | Barney & Friends                      | Bridget              |                        |
| 2007      | Hannah Montana                        | Sophie Martinez      |                        |
| 2007      | The 4400                              | Young Isabelle Tyler |                        |
| 2007–2008 | Cory in the House                     | Sophie Martinez      | Hoofdrol               |
| 2008      | A Muppets Christmas: Letters to Santa | Claire               | Televisie film         |
| 2009      | Special Agent Oso                     | Katie / Tara         |                        |
| 2009      | Are You Smarter than a 5th Grader?    | Herself              |                        |
| 2009–2015 | Phineas and Ferb                      | Adyson Sweetwater    |                        |
| 2011      | R.L. Stine's The Haunting Hour        | Julie                |                        |
| 2011–2015 | Jake and the Never Land Pirates       | Izzy                 | Stemrol                |
| 2011–2013 | Life with Boys                        | Allie Brooks         | Hoofdrol               |
| 2012–2015 | Lab Rats                              | Janelle              |                        |
| 2015–2016 | The Fosters                           | Daria                |                        |
| 2015      | Parenthood                            | Lynne                |                        |
| 2015      | The Lion Guard: Return of the Roar    | Zuri                 | Stemrol, televisiefilm |
| 2016      | Late Bloomer                          | Frankie              | Televisie film         |
| 2016      | The Real O'Neals                      | Chloe Perrente       |                        |
| 2016–2019 | The Lion Guard                        | Zuri                 |                        |
| 2017      | Law & Order: Special Victims Unit     | Stacey Vanhoven      |                        |
| 2018      | Sofia the First                       | Princess Cassandra   |                        |
| 2018–2019 | Five Points                           | Tosh Bennett         | Hoofdrol               |
| 2018–2021 | Fancy Nancy                           | Bridgette            | Stemrol                |
| 2019–2021 | Mickey and the Roadster Racers        | Princess Olivia      | Stemrol                |

- Biblioteca Nacional de España: XX4886250
- Bibliothèque nationale de France: cb17918183m (data)
- International Standard Name Identifier: 0000 0001 1508 1147
- Library of Congress Control Number: no2008058340
- Virtual International Authority File: 166926393
- WorldCat: E39PBJwmTvyFhYJkvrwcpV74MP